# Prosena sarcophagina
Prosena sarcophagina är en tvåvingeart som först beskrevs av Wulp 1883.  Prosena sarcophagina ingår i släktet Prosena och familjen parasitflugor. Inga underarter finns listade i Catalogue of Life.